# Nilijärvi (Gällivare socken, Lappland, 745040-173627)
Nilijärvi är en sjö i Gällivare kommun i Lappland och ingår i Kalixälvens huvudavrinningsområde.